# Can't Get There from Here
«Can't Get There from Here» és el cinquè senzill de la banda estatunidenca de rock alternatiu R.E.M., el primer senzill del tercer àlbum d'estudi de la banda, Fables of the Reconstruction. Es va publicar el juny de 1985 dins el segell I.R.S. Records.

## Producció
El títol correcte de la cançó és incert ja que no manté una puntuació constant, en la contraportada de l'àlbum no presenta l'apòstrof a «Can't» mentre que en el CD si l'hi van incloure. Addicionalment, una versió del senzill el porta mentre que l'altre no. En la compilació Eponymous (1988), en títol tampoc incorpora l'apòstrof excepte en les notes interiors, a diferència de la compilació And I Feel Fine... The Best of the I.R.S. Years 1982–1987 (2006). El registre de la cançó als Estats Units inclou l'apòstrof.
Va entrar a la llista estatunidenca de senzills arribant a ocupar la 110a posició.

## Llista de cançons
Totes les cançons foren escrites i compostes per Bill Berry, Peter Buck, Mike Mills, i Michael Stipe. 
| 1.            | «Can't Get There from Here» (edit)      | 3:12 |
| 2.            | «Bandwagon» (coescrita amb Lynda Stipe) | 2:15 |
| Durada total: | Durada total:                           | 5:27 |

| 1.            | «Can't Get There from Here» (extended mix) | 3:39 |
| 2.            | «Bandwagon» (coescrita amb Lynda Stipe)    | 2:15 |
| 3.            | «Burning Hell»                             | 3:49 |
| Durada total: | Durada total:                              | 9:43 |